# Bromal
Bromal, en química, es el hidruro de acetilo tribromado, cuerpo oleoso, incoloro, de olor penetrante, irrita la vista y tiene sabor ardiente, soluble en el agua, en el alcohol y en el éter, hierve a 100º y disuelve bien el fósforo y el azufre, y se mezcla bien con el cromo, el alcohol y el éter.
Se obtuvo vertiendo poco a poco 3 o 4 partes de bromo en una parte de alcohol absolutamente frío y tras destilar la mezcla al cabo de 10 o 12 días se trató la última cuarta parte por ácido sulfúrico concentrado (también se preparó tratando el éter por el bromo).

## Álcalis
Los alcalis lo transforman en bromoformo y formiato

## Ácido sulfúrico
El ácido sulfúrico y el ácido nítrico y el cloro no ejercen acción sobre él.

## Barita y la cal
La barita y la cal calentadas en su vapor dan además de las materias carbonadas, óxido de carbono, agua y bromuros.

## Compuestos
- Hidrato de bromal.- Combinación del bromal con dos moléculas de agua y se presenta en cristales isomorfos con los de sulfato de cobre, muy solubles en el agua y que se obtienen como el hidrato de cloral:
  - Se funden al calor de la mano
  - Por la acción del ácido sulfúrico se deshidratan
- Parabromalido.- Cuerpo isomero del bromal que se obtuvo tratando una parte de alcohol metílico frío por 10 o 12 partes del bromo:
  - Prismas incoloros
  - Fusibles a 67°
  - Soluble en alcohol concentrado y cloroformo

## Algunos investigadores
- Del Bromal:
  - Dougall
  - Kendrich.- Estudió experimentalmente la acción del bromal, produciendo una acción más importante en las glándulas salivales y branquiales con tan gran abundancia que el líquido segregado podía producir asfixia.
  - El médico de Francia Antoine Rabuteau (1836-1885).- No obtuvo con el bromal los efectos hipnóticos y anestésicos que produce el cloral; alguna obra:
    - Élements de thérapeutique.., París, 1872.
    - Élements de toxicologie..., París, 1873.
    - Recherches sur les propriétés de divers principes immédiats de l'opium..., París, 1872.
    - Traité élémentaire de chimie médicale,.., París, 1878.

  - Alfred Steinauer
- Del bromo y bromuro:
  - Antoine Balard.- Describió el bromo en las aguas madres de las salinas de Montpellier, Francia en 1826.
  - Louis Théodore Bochefontaine.- Estudió propiedades analíticas del bromuro de potasio; alguna obra:
    - Action de la conine ou cicutine..., París: A. Davy, 1881.

  - El neurólogo de Francia Désiré Magloire Bourneville ; alguna obra:
    - De la sclérose en plaques disséminées, París, 1869.

  - Albert Eulenburg (1840-1917); alguna obra:
    - Sexuale neuropathie:..., Leipzig, 1895.

  - Adolphe Gubler.- Según Gubler, a dosis elevadas de bromuro aumentan las sales; alguna obra:
    - The principles and methods of therapeutics, Filadelfia, 1881.

  - Paul Guttmann (1834-1893); alguna obra:
    - A handbook of physical diagnosis:..., New York: Wood, 1880.

  - Charles Huette; alguna obra:
    - Recherches sur les propriétés physologiques et thérapeutiques du bromure de potassium, Tesis doctora, París, 1850.

  - Gustav Krosz.- Vio disminuir el número de pulsaciones hasta la mitad por la acción de 15 gramos de bromuro de potasio; alguna obra:
    - Ueber die physiologische Wirkung des Bromkalium, 1876.

  - François Magendie.- Preconizó el bromuro de hierro contra la escrófula; alguna obra:
    - Formulary for the preparation and employment of several new remedies:.., Londres: E. Cox, 1835.

  - William Alexander Hammond.- En sus investigaciones, fue más efectivo el bromuro de calcio que el bromuro potásico; alguna obra:
    - Tratado de las enfermedades del sistema nervioso, Madrid, 1887, 2 vols.

  - Eilhard Mitscherlich
  - Hermann Nothnagel.- Según este autor el bromo determina disminución de la sensibilidad y de la estabilidad refleja y tendencia al sueño; alguna obra:
    - Diseases of the intestines and peritoneum, Filadelfia, 1907.

  - Norbert Pelvet; alguna obra:
    - Étude experimentale sur l'action physiologique du bromure de potassium, París, 1867.

  - Johann Erhard Peter Prieger
  - Armand Trousseau
  - Auguste-Félix Voisin.- Describió dos aspectos enteramente distintos de la forma lenta del bromismo: en el primer caso la intoxicación lenta se manifiesta por un color mate de la piel, sobre todo de la cara, y en el segundo se presentan accidentes cerebro-espinales; alguna obra:
    - De l'Emploi du bromure de potassium dans les maladies nerveuses, París: G. Masson, 1875.

  - Otros